# José Antonio Abreu

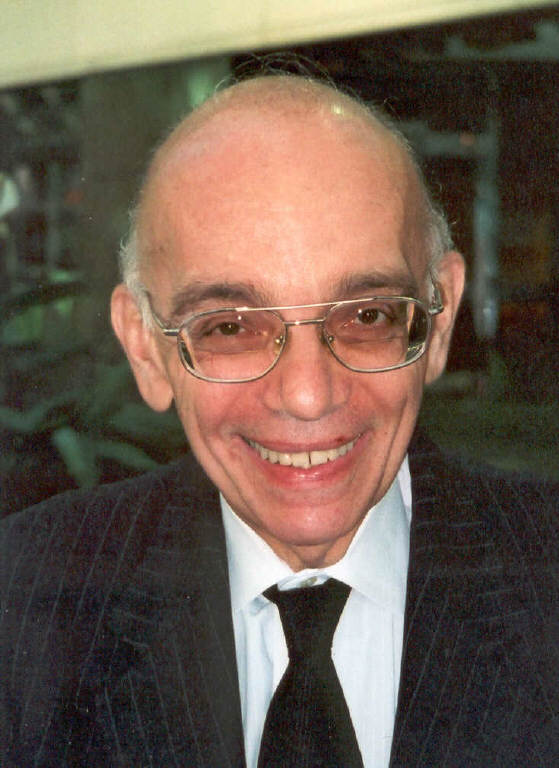
Abreu (2007)

José Antonio Abreu Anselmi (* 7. Mai 1939 in Valera, Venezuela; † 24. März 2018 in Caracas) war ein venezolanischer Komponist, Ökonom, Politiker, Erzieher, Aktivist und Gründer des größten musikalischen Projektes in Venezuela, der Orquesta Sinfónica de la Juventud Venezolana Simón Bolívar.

## Beruflicher Werdegang
Abreu studierte an der Musikhochschule in Caracas und zugleich Volkswirtschaft und Rechtswissenschaften an der Universität. Später unterrichtete er diese Fächer als Universitätsprofessor. Zugleich trat er als Dirigent auf und gab Konzerte als Cembalist, Organist und Pianist.

## Orquesta Sinfónica de la Juventud Venezolana Simón Bolívar

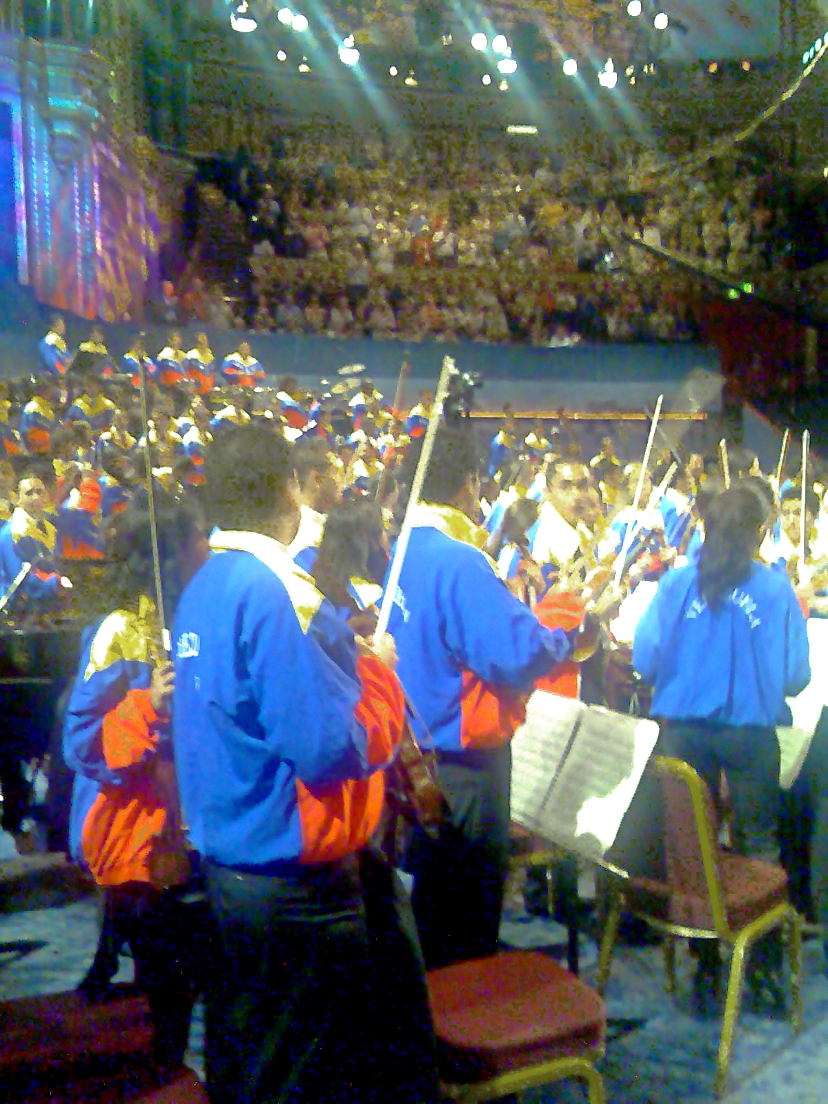
Konzert in der Royal Albert Hall in London 2007

In Venezuela lebten seit Jahren 75 Prozent der Bevölkerung unter der Armutsgrenze. In Caracas lebt ein Großteil der Bevölkerung in Barrios, in denen Kriminalität und Gewalt grassieren.
José Antonio Abreu wollte helfen, das Elend der Kinder und Jugendlichen zu vermindern und ihnen eine Chance zu geben. Als Mittel dazu sah er die Musik an.
1975 gab es in Venezuela zwei Sinfonieorchester, die überwiegend aus europäischen Berufsmusikern bestanden. In diesem Jahr lud Abreu 11 junge Musiker zu einer Musikprobe ein und verkündete ihnen, dass sie jetzt gleich Geschichte schreiben würden. Die zweite Probe zog 25 Musiker an, die dritte 46 und die vierte 75 Musiker. Abreu gründete die Orquesta Sinfónica de la Juventud Venezolana Simón Bolívar, Namensgeber war der Freiheitskämpfer Simón Bolívar.
Abreu wollte nicht nur ein Sinfonieorchester gründen, sondern die Musik zur Bildung und seelischen und sozialen Stabilisierung von Kindern einsetzen, indem die Musiker ihr Wissen an Kinder aus schlechtesten Verhältnissen weitergeben.

## El Sistema: Nationales System der Jugend- und Kinderorchester von Venezuela
Während des Ölbooms überredete Abreu das Gesundheitsministerium, sein soziales Unternehmen zu subventionieren. So entstand das System der Jugend- und Kinderorchester von Venezuela, die Fundación del Estado para el Sistema Nacional de Orquestas Juveniles e Infantiles de Venezuela, genannt El Sistema. Kern sind die núcleos genannten Musikschulen des sistema. Kinder werden ab einem Alter von zwei Jahren aufgenommen. An sechs Tagen der Woche können Kinder kostenlos Musikinstrumente nutzen und Musikunterricht erhalten. Sie werden in musikalische Gruppen, später in Ensembles eingeteilt. Die Mitwirkung ist Pflicht. Bei der Ausbildung werden Singen, Tanzen und Bewegung in großem Maß eingesetzt.
Die Kinder genießen in den Musikschulen eine sichere und gewaltfreie Umgebung. Die Musiklehrer arbeiten mit örtlichen Sozialdiensten und dem Waisenhaus zusammen und sorgen für fehlende Kleider, Nahrung oder andere Dinge des täglichen Lebens.
Die Kinder erhalten viel Zuwendung, Aufmerksamkeit und Bestätigung. Sie werden in einer positiven Atmosphäre ermuntert und nicht entmutigt. Sobald die Kinder ein wenig spielen können, geben sie ihr Wissen an kleinere Kinder weiter. Die zahlreichen Musiklehrer arbeiten nach ausgewählten Lehrmethoden unter anderem von Kodály, Suzuki und Solfège.
Abreu gelang es seit 1975, die Unterstützung aller amtierenden Regierungen zu erhalten. Dadurch verfügte Venezuela 2007 über 90 Montalban-Musikschulen mit 250.000 Kindern, 125 Jugendorchester, 57 Kinderorchester und 30 professionelle Sinfonieorchester.
Bei der Fundación del Estado para el Sistema National de las Orquestas Juveniles e Infantiles de Venezuela (Fesnojiv) sind hierfür 1500 Musiklehrer angestellt. Die Gesamtjahreskosten des Projektes betragen 29 Millionen Dollar und sind für ein Entwicklungsland eine ungewöhnlich hohe Summe.
Abreu meinte dazu: „Die Regierung unterstützt mein Projekt genau wegen seiner sozialen Ausrichtung. Der Staat hat sehr gut verstanden, dass das Projekt, wiewohl es mit Mitteln der Musik arbeitet, zuvorderst ein soziales ist: ein Projekt zur Förderung allgemeiner menschlicher Qualitäten. Denn für die Kinder, mit denen wir arbeiten, stellt die Musik fast den einzigen Weg zu einem menschenwürdigen Dasein dar. Armut - das heißt: Einsamkeit, Traurigkeit, Anonymität. Orchester - das heißt: Freude, Motivation, Teamgeist, Streben nach Erfolg. Wir sind eine große Familie auf der Suche nach Harmonie und jenen schönen Dingen, die allein die Musik den Menschen zu bringen vermag.“ Er zitiert gern Mutter Teresa und sagt: „Es ist auch ein geistlicher Kampf für das Wahre, Schöne, Gute – gegen Not und wirtschaftliche Gier.“
Da manchmal die staatlichen Instrumente knapp sind, werden die jüngsten Kinder in sogenannten Papierorchestern mit selbstgebauten Instrumenten aus Papier und Pappe an die Musik und den Umgang mit einem Instrument herangeführt.
Das Sistema hat Orchester und Musiker von außerordentlicher Qualität hervorgebracht. Inzwischen kommen Dirigenten wie Claudio Abbado, Sir Simon Rattle und Zubin Mehta jedes Jahr nach Venezuela, um mit den Jugendlichen zu musizieren.
Aus den Reihen des Orchestersystems sind einige weltweit bekannte Musiker hervorgegangen, darunter Gustavo Dudamel (Dirigent des Sinfónica de la Juventud Venezolana Simón Bolívar) und Aléxis Cárdenas (Geige). Edicson Ruiz (Kontrabass) wurde von einem Nachbarn zur Musikschule gebracht, weil die Mutter sich über das immer gewalttätigere Verhalten ihres Sohnes sorgte. Er wurde mit 17 Jahren das jüngste je aufgenommene Mitglied der Berliner Philharmoniker.

## Kritik
Der Londoner Musikwissenschaftler Geoffrey Baker hat in seinem Buch El Sistema der Organisation, die er 2007 zu studieren begann, heftige Vorwürfe gemacht: Er sieht in einer „tyrannischen Struktur“ die in Venezuela nicht ungewöhnlichen Phänomene von „top-level corruption, favoritism and improper sexual relations between teachers and pupils“ („Korruption auf höchster Ebene, Begünstigung und sittenwidrige sexuelle Beziehungen zwischen Lehrern und Schülern“). Eduardo Mendez, der geschäftsführende Direktor von El Sistema, gab zu: „Like any big institution, problems exist but to suggest there is a widespread virus is absolutely false.“ („Wie in jeder großen Institution existieren Probleme, aber zu unterstellen, es handle sich um eine ausgedehnte Infektion, ist absolut falsch.“)
Ein weiterer Punkt der Kritik Bakers betrifft die Herkunft der rekrutierten Kinder, die gar nicht aus den ärmsten Bevölkerungsschichten kämen, sondern überwiegend aus dem Mittelstand – wofür Gustavo Dudamel ein Beispiel ist. Eine grundsätzlichere Diskussion des Systems versucht Baker mit der Ablehnung des Orchesters: Es sei eine veraltete Institution, nicht unbedingt geeignet, Kinder aus der sozialen Depravation zu führen. Auch müsse man sich fragen, ob in Venezuela die eingeführte klassisch-romantische europäische Musik ein geeignetes Medium der musikalischen Erziehung wäre und nicht die einheimische Musik gefördert werden solle.
In einer Kritik in der Kolumne Book Review kreidet James R. Oestreich, Musikkritiker der New York Times, Baker methodische Fehler, nicht überprüfbare Quellen und Voreingenommenheit an. Allerdings räumt er ein, dass bisher eine leidenschaftslose Analyse von El Sistema als Gegengewicht zu den ausnahmslos unkritischen und allzu hymnischen Kommentaren fehle und wünschenswert wäre.

## Ehrungen
Abreu und das System der Jugend- und Kinderorchester von Venezuela wurden mit einer Reihe Preisen ausgezeichnet.
- 1993: Internationaler Musikpreis der UNESCO für das System der Jugend- und Kinderorchester von Venezuela
- 1998: UNESCO ernannte Abreu zum Botschafter für den Frieden
- 2001: Offizier des Verdienstordens der Italienischen Republik
- 2001: Right Livelihood Award
- 2005: Bundesverdienstorden für seine außerordentlichen Verdienste um die musikalische Erziehung
- 2006: GLOBArt Award
- 2007: Großer Orden der Aufgehenden Sonne am Band (Japan)[5]
- 2008: Blue Planet Award der deutschen Stiftung ethecon – Stiftung Ethik & Ökonomie.[6]
- 2009: Frankfurter Musikpreis
- 2009: Polar Music Prize
- 2009: TED Prize
- 2009: Offizier der Ehrenlegion
- 2010: Erasmuspreis
- 2010: Schirmherrschaft des Bonner Beethovenfestes
- 2010: Seoul Peace Prize
- 2010: Großkreuz des Verdienstordens der Italienischen Republik
- 2011: ECHO Klassik (Sonderpreis für sein soziales Engagement)
- 2015: Ehrendoktor der Fryderyk-Chopin-Universität für Musik[7]
- 2018: Ehrenmitgliedschaft des Kultur für ALLE e. V., Frankfurt am Main

## Werke
Abreu komponierte Kammermusik und Klavierwerke, Chöre und geistliche Chorwerke, darunter eine Totenmesse a cappella. Außerdem schrieb er zwei Sinfonien, eine „Neuklassische Sinfonie“ und eine Sinfonische Dichtung.
- Rondo für Klavier, komponiert 1961[8]
- Canción de otoño für Sopran und Klavier, Text: Israel Peña[9]
- Sol que das vida a los trigos, Text: Manuel Felipe Rugeles.[10] Eingespielt auf der CD Canciones y madrigales de la Escuela de Santa Capilla bei Fundación Vicente Emilio Sojo, 2005[11]
- Amen Alleluía, Motette, 1968, Manuskript befindet sich im Musikarchiv der Escuela José Angel Lamas[12]
- Sol que das vida a los trigos, Text: Manuel Felipe Rugeles.[10] Eingespielt auf der CD Canciones y madrigales de la Escuela de Santa Capilla bei Fundación Vicente Emilio Sojo, 2005[11]
- Triptico für vierstimmigen gemischten Chor a cappella I Allegro II Vivace III Allegro viva Eingespielt von Collegium Musicum de Caracas unter der Leitung von Gonzalo Castellanos Yumar[13]
- Victimae paschali, Motette zu vier gemischte Stimmen[14]

## Filme
- Das Musikwunder von Caracas - El Sistema: Vom Armenviertel in den Konzertsaal. Fernseh-Dokumentation, Deutschland, 2007, 30 Min., Regie: Peter Puhlmann, Produktion: SWR, Inhaltsangabe auf Planet Schule (SWR/WDR).
- Die Macht der Musik. (Originaltitel: The Promise of Music.) Fernseh-Dokumentation, Deutschland, 2008, 93 Min., Regie: Enrique Sánchez Lansch, Produktion: ZDF, Erstsendung: 11. Mai 2008
 Diese Dokumentation wurde 2008 beim 12. Los Angeles Latino International Film Festival (LALIFF) als „Bester Dokumentarfilm“ ausgezeichnet.[15]
- El Sistema. (Originaltitel) Dokumentarfilm, Deutschland, 2009, 102 Min., Regie: Paul Smaczny (zugleich Produzent), Maria Stodtmeier, Kinostart: Donnerstag, 16. April 2009, Filmseite.
- Mata Tigre – Change through Music in Venezuela: El Sistema. Online-Video-Dokumentation, Venezuela, 2011, 30 Min., Regie: Stefan Bohun, Dokumentarfilm über Jungmusiker in El Sistema, (Spanisch mit engl. UT), Online-Video.